# Muang Xai (distrikt i Laos)
Muang Xai är ett distrikt i Laos.   Det ligger i provinsen Udomxai, i den nordvästra delen av landet, 300 km norr om huvudstaden Vientiane.